# Кузен де Доммартен, Эльзеар Огюст
Эльзеар Огюст Кузен де Доммартен (26 мая 1768 года, Доммартен-Ле-Фран — 9 августа 1799 года, Розетта) — французский генерал эпохи французских Революционных войн, воевавший в Италии под командованием Наполеона Бонапарта и командовавший артиллерией его армии во время французского вторжения в Египет в 1798 году.

## Биография
Родился в небогатой дворянской семье в фамильном замке в центре деревни Доммартен-ле-Фран (современный департамент Верхняя Марна). В 1784 году Доммартен приступил к занятиям в Королевском артиллерийском училище в Меце. 15 августа 1785 года сдал выпускной экзамен и 1 сентября того же года, в возрасте 17 лет, стал младшим лейтенантом. На этом экзамене он занял 36-е место, опередив другого офицера, Наполеона Бонапарта, который занял место 42.
Во время французской революции 24-летний Доммартен возглавил артиллерию войск генерала Карто, направленных против роялистов на юг страны. Тяжело раненный в окрестностях Тулона, он был за доблесть произведён в бригадные генералы, но из-за тяжелого ранения не смог принять назначение на должность командующего артиллерией во время основной фазы осады Тулона в 1793 году. Поэтому вместо него командование французской артиллерией принял его заместитель Наполеон Бонапарт, чьи действия во время осады вскоре привели к значительному успеху. Затем Доммартен служил во французской  армии Италии. После того, как армию возглавил генерал Бонапарт, бригадный генерал Доммартен возглавил конную артиллерию армии, с которой участвовал в целом ряде сражений.
Доммартен был назначен командующим артиллерией Рейнской армии в 1797 году. Затем Бонапарт выбрал его в 1798 году командовать артиллерией для вторжения в Египет, причём Доммартен был произведён в дивизионные генералы. Во время этой кампании Доммартен организовал осадные работы во время осады Эль-Ариша и осады Акры, но, после возвращения войск из Сирии обратно в Египет, был ранен в одной из стычек и вскоре скончался от заражения крови. Похоронен в Розетте (Египет).
Имя генерала Доммартена  выгравировано на южной стороне Триумфальной арки в Париже.